# パニオロ
パニオロ（Paniolo）とは、ハワイ諸島における畜産業労働者、いわゆるカウボーイを指す言葉。単純にハワイアン・カウボーイとも。

## 概要
ハワイのパニオロは、諸説あるがスペイン人を指すエスパニオル（エスパニョール）が短縮された言葉で、ハワイにおいて野生馬を飼い慣らし、牛を捕える事を生業とした人々を指す。元来火山島であったハワイに牛馬は存在しておらず、18世紀以降、外来より持ち込まれた牛馬が野生化し、街を荒らすなど深刻な被害に見舞われた。これらの対策としてカメハメハ3世は1832年、牧畜技術をメキシコより輸入し、ハワイの牧場発展を促した。また、彼らは牛馬の飼育技術のみならずギターやファルセットなど、今日のハワイ文化の形成に欠かせない伝統をもたらし、広めた。
近年ではパニオロの存在は既存のフラなどと融合し、ハワイ固有の伝統文化として位置付けられ、受け継がれている。カメハメハ・デーなどの催し事で登場する場合は、パニオロの他、パウウ・ガール（カウガール）も目にすることが出来る。

## 歴史

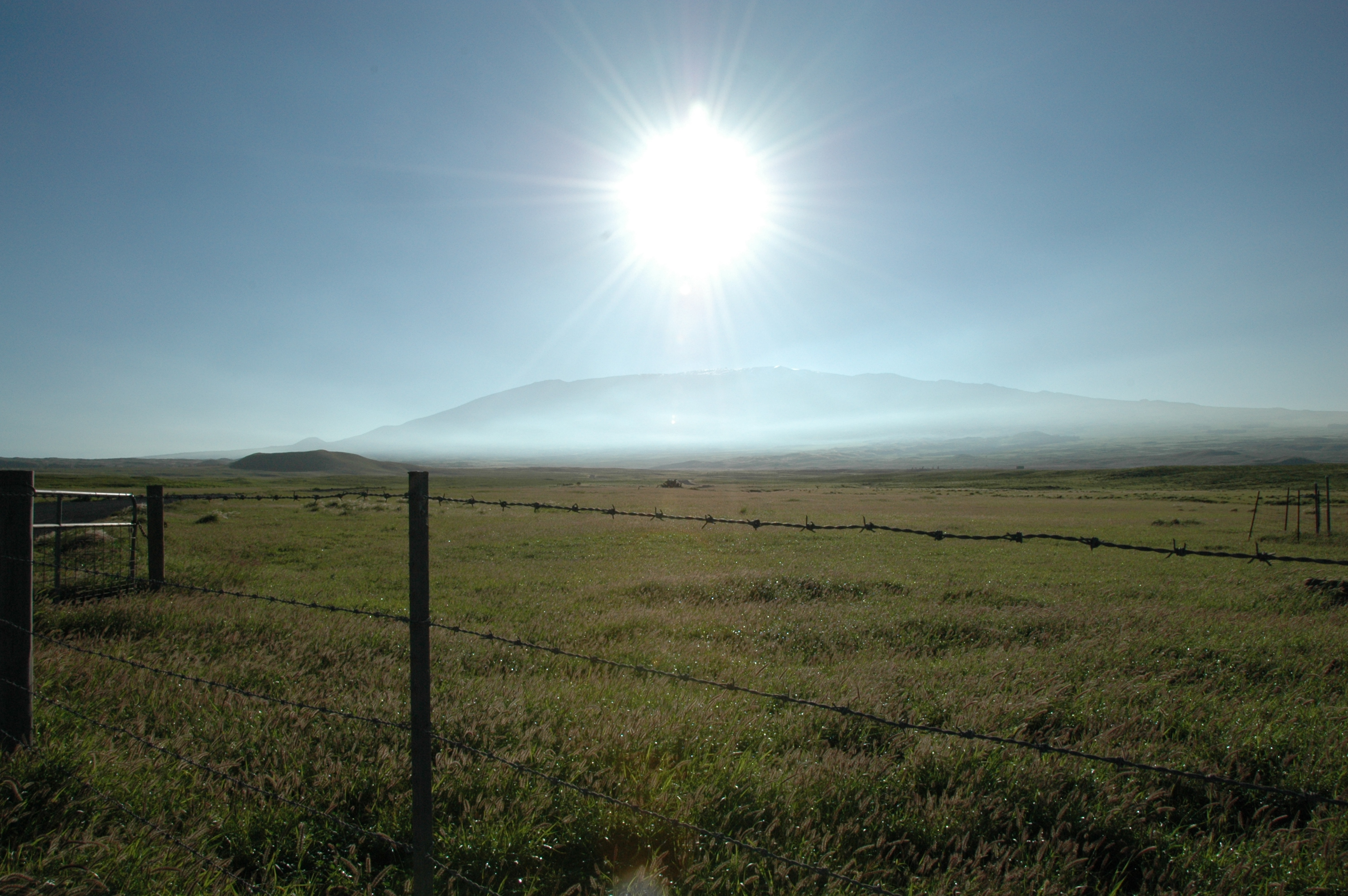
225,000エーカーという巨大さを誇ったパーカー牧場

欧米との交流が始まって間もない1793年2月、イギリス人探検家ジョージ・バンクーバーがアメリカの西海岸で購入した牛（ロングホーン）をハワイへと持ち込んだ。バンクーバーがカメハメハ1世に献上した際、ハワイ人たちが目にした事の無いこの牛は「大きな豚」と呼ばれ、大層珍しがられた。ハワイを太平洋航海の食料補給地へと目論んでいたバンクーバーは牛の捕獲を10年間禁止するようカメハメハ1世に求めた。温暖な気候と豊富な食料に加え、コヨーテなどの天敵が存在しなかったハワイで、牛は恐ろしいスピードで繁殖し、激増した。やがて野生化した牛はハワイ人たちの畑を荒らしたり、その長い角で人間を攻撃するなど、深刻な被害をもたらすまでになった。
1803年、同じくイギリス人探検家リチャード・クリーブランドにより、馬が連れてこられた。しかし、牛害に悩まされていたハワイ人はこれに興味を示さず、マウナ・ケア山で野生化・繁殖しはじめ、いつしかマウナ・ケア・ホースと呼ばれるようになっていた。
牛の捕獲が解禁されるとこの対策として、ハワイ人は牛を殺し、その肉を欧米の船に売りさばくようになった。1832年、緊迫する財政難から外貨獲得の手段を模索していたカメハメハ3世はより効率的に牛の捕獲が行えるよう、メキシコから牧畜技術の輸入を行うことを決定した。カリフォルニアより数名のヴァケーロ（カウボーイ）が招聘されると、彼らは野生化した馬を乗りこなし、いとも簡単に猛牛を捕獲し始めた。ヴァケーロたちはこの手段をハワイ人へ伝授し、畜産業を生業とするハワイ人たちが増え始め、捕らえた牛を飼育するための牧場建築が急速に進んだ。19世紀に入ると各地に大規模な牧場が作られるようになり、パニオロが活躍するようになった。個人所有としては全米最大規模を誇ったジョン・パーカーの牧場もこの頃作られた。
その後、軍事的基盤としてハワイの重要性がより強くなるにつれ、牛肉の需要が増し、ハワイの食肉産業はますます栄えた。やがて野生の牛だけでは追いつかなくなり、牛を輸入するようになる。しかし20世紀に入り、観光産業に力が入れられるようになり、島の近代化と技術革新が進むに従って畜産業も衰退して行き、パニオロという職に従事する人の数も減っていった。
こうしたことからパニオロを伝統文化として保存しようという動きが近年になって活発になっていった。1998年、エッジ・リーが手掛けたドキュメンタリー『パニオロ・オ・ハワイ』がシカゴ国際映画祭で銀賞を受賞し、全米にパニオロという名を浸透させたのを契機とし、1999年にはオクラホマ州のナショナル・カウボーイ・ホールに1908年のローピングコンテスト優勝者イクア・パーディがパニオロとしては初めてとなる殿堂入りを果たした。

### 書籍
- 矢口祐人『ハワイとフラの歴史物語』イカロス出版、2005年。ISBN 978-4871496902。
- テランス・バロー著、原蓉子訳『Un-Official Hawai'i Book』集英社、2002年、p.94頁。ISBN 4-8342-5079-2。
- 月刊Forbes 2005年9月号 (2005). 誇り高く伝統を守り続けるハワイアン・カウボーイ. 株式会社ぎょうせい